# 세줄이끼과
세줄이끼과(Porellaceae)는 세줄이끼목에 속하는 우산이끼류과의 하나이다. 2개 속으로 이루어져 있다.

## 하위 속
- Ascidiota
- Porella